# Biegi po schodach

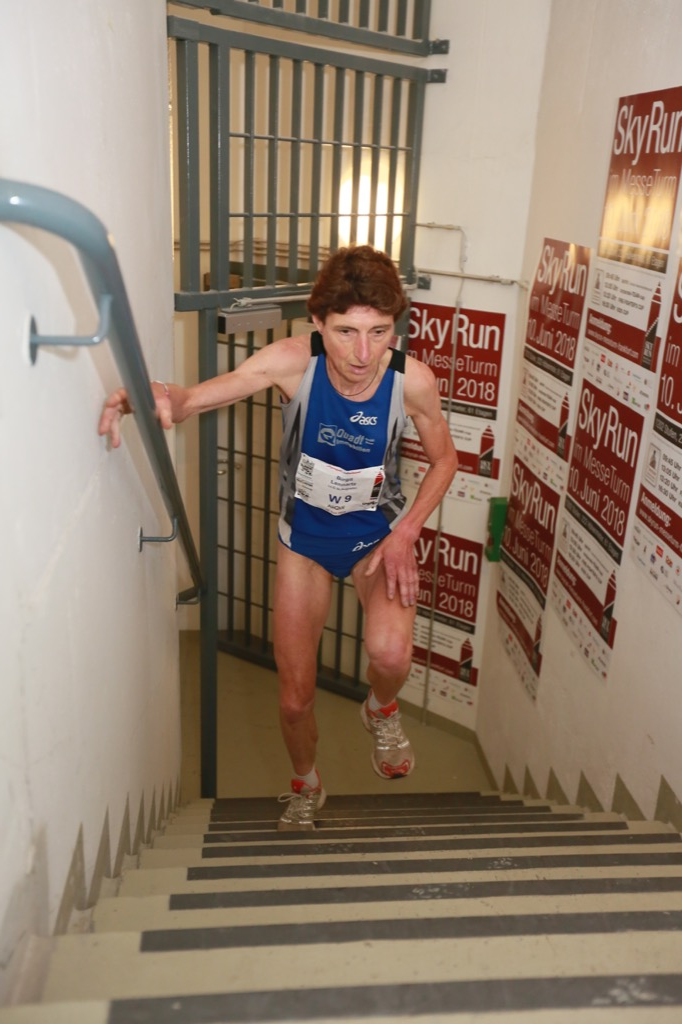
Biegi po schodach

Biegi po schodach (ang. tower running, także stairclimbing) – dyscyplina sportowa polegająca na wyścigach we wbieganiu po schodach.

## Opis
Bieg po schodach jest popularyzowany m.in. dzięki wyścigowi na szczyt nowojorskiego Empire State Building (86 pięter). Istnieją różne dystanse i odmiany biegu po schodach. 

### W Polsce
W Polsce pierwsze zawody rozgrywane były we Wrocławiu, w nieistniejącym już dziś gmachu Poltegoru (85 m, 460 schodów). Obecnie odbywają się w wieżowcu Sky Tower.  
W Warszawie zawody w biegu po schodach, organizowane pod nazwą Bieg na Szczyt, odbywają się od 2011 roku w biurowcu Rondo 1, a od 2022 roku pod nazwą Wbiegnij na Varso w wieżowcu Varso Tower.